# Societat de Seguretat i Prosperitat de Nord-amèrica
La Societat de Seguretat i Prosperitat de Nord-amèrica (Security and Prosperity Partnership of North America, en anglès; Alianza para la Seguridad y la Prosperidad de América del Norte, en espanyol; Societé pour la Sécurité et la Prospérité de l'Amérique du Nord, en francès) (SSP), va ser signada el 23 de març, 2005 pels dirigents del Canadà, Mèxic i els Estats Units com una resposta a la necessitat evident de millorar la seguretat, competitivitat i la qualitat de vida dels ciutadans dels tres països i respondre de manera efectiva a l'amenaça del terrorisme. Es va signar a Baylor, Texas, pels presidents George W. Bush dels Estats Units, Vicente Fox, de Mèxic i el primer ministre Paul Martin, del Canadà.
La SSP té com a objectius:
- Establir un sistema de cooperació per a avançar cap a la prosperitat i seguretat comunes.
- Promoure el creixement econòmic, la competitivitat i la qualitat de vida.
- Desenvolupar una estratègia de seguretat interna i externa per a Nord-amèrica, i promoure la circulació eficient i lliure de riscos a les fronteres dels tres països.

La SSP complementarà les institucions ja existents del NAFTA, i és un pas més cap a una futura integració comunitària.